# Méhesfalva
Méhesfalva (1899-ig Pcsolina, szlovákul: Pčoliné, ukránul: Pcsolinij) község Szlovákiában, az Eperjesi kerület Szinnai járásában.

## Fekvése
Szinnától 9 km-re északra, az Alacsony-Beszkidek keleti részén, a Méhes- (Pcsolina) patak partján fekszik.

## Története
A település létre jötte a 13. század közepétől datálható: a magyar nemesek által a német jog alapján behívott ruszin lakosság betelepítésével keletkezett, mely még a 14. század folyamán is tartott. 1492-ben említik először, amikor „Psolinna” néven szerepel. Neve a szláv bčela (= méh) főnévből származik.
A 18. század végén Vályi András így ír róla: „PCSOLINA. Orosz falu Zemplén Vármegyében, földes Ura Gr. Csáky Uraság, lakosai orosz vallásúak, fekszik Csukalotz, és Hosztoritzához egy órányira, határja két nyomásbéli, földgye sovány, zabot középszerűen terem, gabonát ritkán, erdője van, legelője, szántó földgye szűk.”
1804-ben épített görögkatolikus temploma 1901-ben elpusztult, anyagából 1903-ban épült a mai görögkatolikus temploma.
Fényes Elek 1851-ben kiadott geográfiai szótárában így ír a faluról: „Pcsolina, orosz falu, Zemplén vmegyében, Szinna fil. 4 romai, 1152 g. kath., 33 zsidó lak. Gör. anya sz. egyház. Nagy erdő. 1509 h. szántóföld. Vizimalom. F. u. Rholl. Ut. p. Szobráncz.”
Borovszky Samu monográfiasorozatának Zemplén vármegyét tárgyaló része szerint: „Méhesfalva, azelőtt Pcsolina, ősrégi község, mely mindenkor a homonnai uradalomhoz tartozott s urai a Drugethek voltak, míglen idővel a gróf Csákyé lett. Most Hering Gottfried Jánosnak van itt nagyobb birtoka. A község körjegyzőségi székhely. 1831-ben az Alföldre menekült a lakosság legnagyobb része a kolera és az inség elől. Gör. kath. temploma 1800-ban épült, de csakhamar megromolván, 1901-ben lebontották s újra építették. A község határában égvényes vasas és sós savanyúvíz-források vannak. A falu postája Szinna, távírója és vasúti állomása Homonna.”
1920 előtt Zemplén vármegye Szinnai járásához tartozott.

## Népessége
| Év:            | 1994. | 2004.    | 2014.   | 2024.   |
| -------------- | ----- | -------- | ------- | ------- |
| Emberek száma: | 656   | 589      | 577     | 542     |
| Eltérés:       |       | -10,21 % | -2,03 % | -6,06 % |

| Év:            | 2023. | 2024.   |
| -------------- | ----- | ------- |
| Emberek száma: | 540   | 542     |
| Eltérés:       |       | +0,37 % |

1910-ben 879, túlnyomórészt ruszin anyanyelvű lakosa volt.
2001-ben 621 lakosából 405 szlovák, 167 ruszin, 42 ukrán volt.
2011-ben 582 lakosából 300 szlovák, 243 ruszin és 15 ukrán volt.

## Nevezetességei
- 1903-ban épített, Szűz Mária tiszteletére szentelt görögkatolikus temploma.
- 1901-ben készült, Mihály arkangyal tiszteletére szentelt ortodox kápolnája.
- A községben a Kvasná Voda nevű ásványvízforrás található.